# Amt Gramzow
Amt Gramzow è una comunità amministrativa della Germania che si trova nel circondario dell'Uckermark nel Brandeburgo, in Germania.

## Società

### Evoluzione demografica
- Sviluppo della popolazione dal 1875 entro gli attuali confini (Linea Blu: Popolazione; Linea puntata: Confronto dello sviluppo della popolazione dello stato del Brandenburgo; Sfondo grigio: Ai tempi del governo nazista; Sfondo rosso: Al tempo del governo comunista)
- Sviluppo recente della popolazione (Linea blu) e previsioni

| Anno | Abitanti |
| ---- | -------- |
| 1875 | 12 231   |
| 1890 | 11 579   |
| 1910 | 11 868   |
| 1925 | 12 341   |
| 1939 | 11 101   |
| 1950 | 16 702   |
| 1964 | 12 774   |

| Anno | Abitanti |
| ---- | -------- |
| 1971 | 12 328   |
| 1981 | 9 601    |
| 1985 | 9 127    |
| 1990 | 8 427    |
| 1995 | 8 117    |
| 2000 | 8 211    |
| 2005 | 7 847    |

| Anno | Abitanti |
| ---- | -------- |
| 2010 | 7 387    |
| 2015 | 7 003    |
| 2016 | 6 934    |
| 2017 | 6 898    |
| 2018 | 6 881    |
| 2019 | 6 778    |
| 2020 | 6 773    |

Fonti dei dati sono nel dettaglio nelle Wikimedia Commons..

## Suddivisione
Comprende 6 comuni:
- Gramzow
- Grünow
- Oberuckersee
- Randowtal
- Uckerfelde
- Zichow

Capoluogo e centro maggiore è Gramzow.